# Premi Oscar 2000
La 72ª edizione della cerimonia di premiazione dei Premi Oscar si è tenuta il 26 marzo 2000 allo Shrine Auditorium di Los Angeles. Il conduttore della serata è stato l'attore, comico statunitense Billy Crystal.

## Vincitori e candidati
Vengono di seguito indicati in grassetto i vincitori. Ove ricorrente e disponibile, viene indicato il titolo in lingua italiana e quello in lingua originale tra parentesi.

### Miglior film
- American Beauty, regia di Sam Mendes
- Le regole della casa del sidro (The Cider House Rules), regia di Lasse Hallström
- Il miglio verde (The Green Mile), regia di Frank Darabont
- Insider - Dietro la verità (The Insider), regia di Michael Mann
- The Sixth Sense - Il sesto senso (The Sixth Sense), regia di M. Night Shyamalan

### Miglior regia
- Sam Mendes - American Beauty
- Lasse Hallström - Le regole della casa del sidro (The Cider House Rules)
- Spike Jonze - Essere John Malkovich (Being John Malkovich)
- Michael Mann - Insider - Dietro la verità (The Insider)
- M. Night Shyamalan - The Sixth Sense - Il sesto senso (The Sixth Sense)

### Miglior attore protagonista
- Kevin Spacey - American Beauty
- Russell Crowe - Insider - Dietro la verità (The Insider)
- Richard Farnsworth - Una storia vera (The Straight Story)
- Sean Penn - Accordi e disaccordi (Sweet and Lowdown)
- Denzel Washington - Hurricane - Il grido dell'innocenza (The Hurricane)

### Migliore attrice protagonista
- Hilary Swank - Boys Don't Cry
- Annette Bening - American Beauty
- Janet McTeer - In cerca d'amore (Tumbleweeds)
- Julianne Moore - Fine di una storia (The End of the Affair)
- Meryl Streep - La musica del cuore (Music of the Heart)

### Miglior attore non protagonista
- Michael Caine - Le regole della casa del sidro (The Cider House Rules)
- Tom Cruise - Magnolia
- Michael Clarke Duncan - Il miglio verde (The Green Mile)
- Jude Law - Il talento di Mr. Ripley (The Talented Mr. Ripley)
- Haley Joel Osment - The Sixth Sense - Il sesto senso (The Sixth Sense)

### Migliore attrice non protagonista
- Angelina Jolie - Ragazze interrotte (Girl, Interrupted)
- Toni Collette - The Sixth Sense - Il sesto senso (The Sixth Sense)
- Catherine Keener - Essere John Malkovich (Being John Malkovich)
- Samantha Morton - Accordi e disaccordi (Sweet and Lowdown)
- Chloë Sevigny - Boys Don't Cry

### Miglior sceneggiatura non originale
- John Irving - Le regole della casa del sidro (The Cider House Rules)
- Alexander Payne e Jim Taylor - Election
- Frank Darabont - Il miglio verde (The Green Mile)
- Eric Roth e Michael Mann - Insider - Dietro la verità (The Insider)
- Anthony Minghella - Il talento di Mr. Ripley (The Talented Mr. Ripley)

### Miglior sceneggiatura originale
- Alan Ball - American Beauty
- Charlie Kaufman - Essere John Malkovich (Being John Malkovich)
- Paul Thomas Anderson - Magnolia
- M. Night Shyamalan - The Sixth Sense - Il sesto senso (The Sixth Sense)
- Mike Leigh - Topsy-Turvy - Sotto-sopra (Topsy-Turvy)

### Miglior film straniero
- Tutto su mia madre (Todo sobre mi madre), regia di Pedro Almodóvar (Spagna)
- Himalaya - L'infanzia di un capo (Himalaya, l'enfance d'un chef), regia di Éric Valli (Nepal)
- Est-ovest - Amore-libertà (Est - Ouest), regia di Régis Wargnier (Francia/Russia)
- Solomon and Gaenor, regia di Paul Morrison (Gran Bretagna)
- Sotto il sole (Under solen), regia di Colin Nutley (Svezia)

### Miglior fotografia
- Conrad L. Hall - American Beauty
- Roger Pratt - Fine di una storia (The End of the Affair)
- Dante Spinotti - Insider - Dietro la verità (The Insider)
- Emmanuel Lubezki - Il mistero di Sleepy Hollow (Sleepy Hollow)
- Robert Richardson - La neve cade sui cedri (Snow Falling on Cedars)

### Miglior scenografia
- Rick Heinrichs e Peter Young - Il mistero di Sleepy Hollow (Sleepy Hollow)
- Luciana Arrighi e Ian Whittaker - Anna and the King (Anna and the King)
- David Gropman e Beth A. Rubino - Le regole della casa del sidro (The Cider House Rules)
- Roy Walker e Bruno Cesari - Il talento di Mr. Ripley (The Talented Mr. Ripley)
- Eve Stewart e John Bush - Topsy-Turvy - Sotto-sopra (Topsy-Turvy)

### Migliori costumi
- Lindy Hemming - Topsy-Turvy - Sotto-sopra (Topsy-Turvy)
- Jenny Beavan - Anna and the King (Anna and the King)
- Colleen Atwood - Il mistero di Sleepy Hollow (Sleepy Hollow)
- Gary Jones e Ann Roth - Il talento di Mr. Ripley (The Talented Mr. Ripley)
- Milena Canonero - Titus

### Miglior trucco
- Christine Blundell e Trefor Proud - Topsy-Turvy - Sotto-sopra (Topsy-Turvy)
- Michèle Burke e Mike Smithson - Austin Powers la spia che ci provava (Austin Powers: The Spy Who Shagged Me)
- Greg Cannom - L'uomo bicentenario (Bicentennial Man)
- Rick Baker - Life

### Migliori effetti speciali
- John Gaeta, Janek Sirrs, Steve Courtley e Jon Thum - Matrix (The Matrix)
- John Knoll, Dennis Muren, Scott Squires e Rob Coleman - Star Wars: Episodio I - La minaccia fantasma (Star Wars Episode I: The Phantom Menace)
- John Dykstra, Jerome Chen, Henry Anderson e Eric Allard - Stuart Little - Un topolino in gamba (Stuart Little)

### Miglior montaggio
- Zach Staenberg - Matrix (The Matrix)
- Tariq Anwar e Christopher Greenbury - American Beauty
- Lisa Zeno Churgin - Le regole della casa del sidro (The Cider House Rules)
- William Goldenberg, David Rosenbloom e Paul Rubell - Insider - Dietro la verità (The Insider)
- Andrew Mondshein - The Sixth Sense - Il sesto senso (The Sixth Sense)

### Miglior sonoro
- John Reitz, Gregg Rudloff, David Richard Campbell e David Lee - Matrix (The Matrix)
- Robert J. Litt, Elliot Tyson, Michael Herbick e Willie D. Burton - Il miglio verde (The Green Mile)
- Andy Nelson, Doug Hemphill e Lee Orloff - Insider - Dietro la verità (The Insider)
- Leslie Shatz, Chris Carpenter, Rick Kline e Chris Munro - La mummia (The Mummy)
- Gary Rydstrom, Tom Johnson, Shawn Murphy e John Midgley - Star Wars: Episodio I - La minaccia fantasma (Star Wars Episode I: The Phantom Menace)

### Miglior montaggio sonoro
- Dane A. Davis - Matrix (The Matrix)
- Ren Klyce e Richard Hymns - Fight Club
- Ben Burtt e Tom Bellfort - Star Wars: Episodio I - La minaccia fantasma (Star Wars Episode I: The Phantom Menace)

### Migliore colonna sonora
- John Corigliano - Il violino rosso (Le violon rouge)
- Thomas Newman - American Beauty
- John Williams - Le ceneri di Angela (Angela's Ashes)
- Rachel Portman - Le regole della casa del sidro (The Cider House Rules)
- Gabriel Yared - Il talento di Mr. Ripley (The Talented Mr. Ripley)

### Miglior canzone
- You'll Be in My Heart, musica e testo di Phil Collins - Tarzan
- Blame Canada, musica e testo di Trey Parker e Marc Shaiman - South Park - Il film: più grosso, più lungo & tutto intero (South Park: Bigger, Longer, & Uncut)
- Music of My Heart, musica e testo di Diane Warren - La musica del cuore (Music of the Heart)
- Save Me, musica e testo di Aimee Mann - Magnolia
- When She Loved Me, musica e testo di Randy Newman - Toy Story 2 - Woody e Buzz alla riscossa (Toy Story 2)

### Miglior documentario
- Un giorno a settembre (One Day in September), regia di Kevin Macdonald
- Buena Vista Social Club, regia di Wim Wenders
- Genghis Blues, regia di Roko Belic
- On the Ropes, regia di Nanette Burstein e Brett Morgen
- Speaking in Strings, regia di Paola di Florio

### Miglior cortometraggio
- My Mother Dreams the Satan's Disciples in New York, regia di Barbara Schock
- Bror, min bror, regia di Henrik Ruben Genz
- Killing Joe, regia di Mehdi Norowzian
- Kleingeld, regia di Marc-Andreas Bochert
- Stora och små mirakel, regia di Marcus Olsson

### Miglior cortometraggio documentario
- King Gimp, regia di Susan Hannah Hadary e William A. Whiteford
- Eyewitness, regia di Bert Van Bork
- The Wildest Show in the South: The Angola Prison Rodeo, regia di Simeon Soffer

### Miglior cortometraggio d'animazione
- The Old Man and the Sea, regia di Aleksandr Petrov
- 3 Misses , regia di Paul Driessen
- Humdrum, regia di Peter Peake
- My Grandmother Ironed the King's Shirts, regia di Torill Kove
- When the Day Breaks, regia di Wendy Tilby e Amanda Forbis

## Premi speciali

### Premio alla carriera
- Andrzej Wajda in riconoscimento di cinque decenni di straordinaria direzione cinematografica.